# Miguel Chacón
Miguel Ernesto Chacón Sosa (* 8. Oktober 1983) ist ein ehemaliger venezolanischer Radrennfahrer.

## Sportliche Laufbahn
Miguel Chacòn gewann 2004 eine Etappe bei der Vuelta a Venezuela. Außerdem wurde er bei den Panamerikameisterschaften sowohl Zweiter in der Mannschaftsverfolgung der Elite auf der Bahn, gemeinsam mit Richard Ochoa, Tomás Gil und Isaac Cañizales, wie auch im Straßenrennen der U23-Klasse. In den kommenden Jahren war er bei mehreren Etappen von südamerikanischen Straßenrennen erfolgreich. 2006 errang er bei den Zentralamerika- und Karibikspielen Silber im Scratch auf der Bahn. 2011 beendete er seine Radsportlaufbahn.

## Erfolge

### Straße
2004
- U23-Panamerikameisterschaft – Straßenrennen
- eine Etappe Vuelta a Venezuela

2005
- eine Etappe Vuelta a Cuba
- zwei Etappen Vuelta a Venezuela
- eine Etappe Clásico Ciclístico Banfoandes

2007
- eine Etappe Vuelta a Colombia

2011
- eine Etappe Vuelta al Táchira

### Bahn
2004
- Panamerikameisterschaft – Mannschaftsverfolgung (mit Richard Ochoa, Tomás Gil und Isaac Cañizales)

2006
- Zentralamerika- und Karibikspiele – Scratch